# BrahMos-II
BrahMos-II, BrahMos-2 ou BrahMos Mark II (à ne pas confondre avec le BrahMos block-2) désigne un missile de croisière hypersonique actuellement (2016) en cours de développement par les entreprises russe NPO Machinostroïenia et indienne DRDO, qui ont formé ensemble la société BrahMos Aerospace Private Limited.

## Développement et caractéristiques
Il s'agit du second de la série des missiles BrahMos, pour lequel sont prévues une portée de 290 km et une vitesse de Mach 7. Pendant sa phase de croisière, le missile sera propulsé par un superstatoréacteur atmosphérique,. D'autres détails, tels que les coûts de production et les dimensions physiques du missile, restent encore à découvrir,,. D'après les déclarations de Sivathanu Pillai, directeur général de la coentreprise BrahMos Aerospace jusqu’en 2014, il est prévu qu'il soit prêt pour 2017,.
La portée opérationnelle prévue du BrahMos-II a été réduite à 290 km, la Russie étant signataire du traité MTCR (Régime de contrôle de la technologie des missiles), qui lui interdit d'aider d'autres pays à concevoir des missiles disposant de portée supérieure à 300 km. Sa vitesse maximale sera le double de celle de l'actuel BrahMos-I, et il a été décrit comme étant le missile de croisière le plus rapide du Monde,.  
La conception de nombreuses versions du missile fut achevée en octobre 2011, les tests démarrant en 2012. La société BrahMos limited aurait déjà accompli de nombreux tests en laboratoire, avec des vitesses atteintes de l'ordre de Mach 6,5,. Le BrahMos-II devrait normalement également équiper les destroyers russes multirôles de quatrième génération (projet 21956).
BrahMos Aerospace a appelé le missile « BrahMos-II (K) », en l'honneur de l'ancien président indien APJ Abdul Kalam.